# Solvay (koncern)
Solvay S.A. – międzynarodowy koncern przemysłu chemicznego z ponad stuletnią historią, z główną siedzibą w Brukseli. Początkowo w zakładach Solvaya produkowano węglan sodu. Współcześnie asortyment produktów jest bardzo bogaty.

## Historia

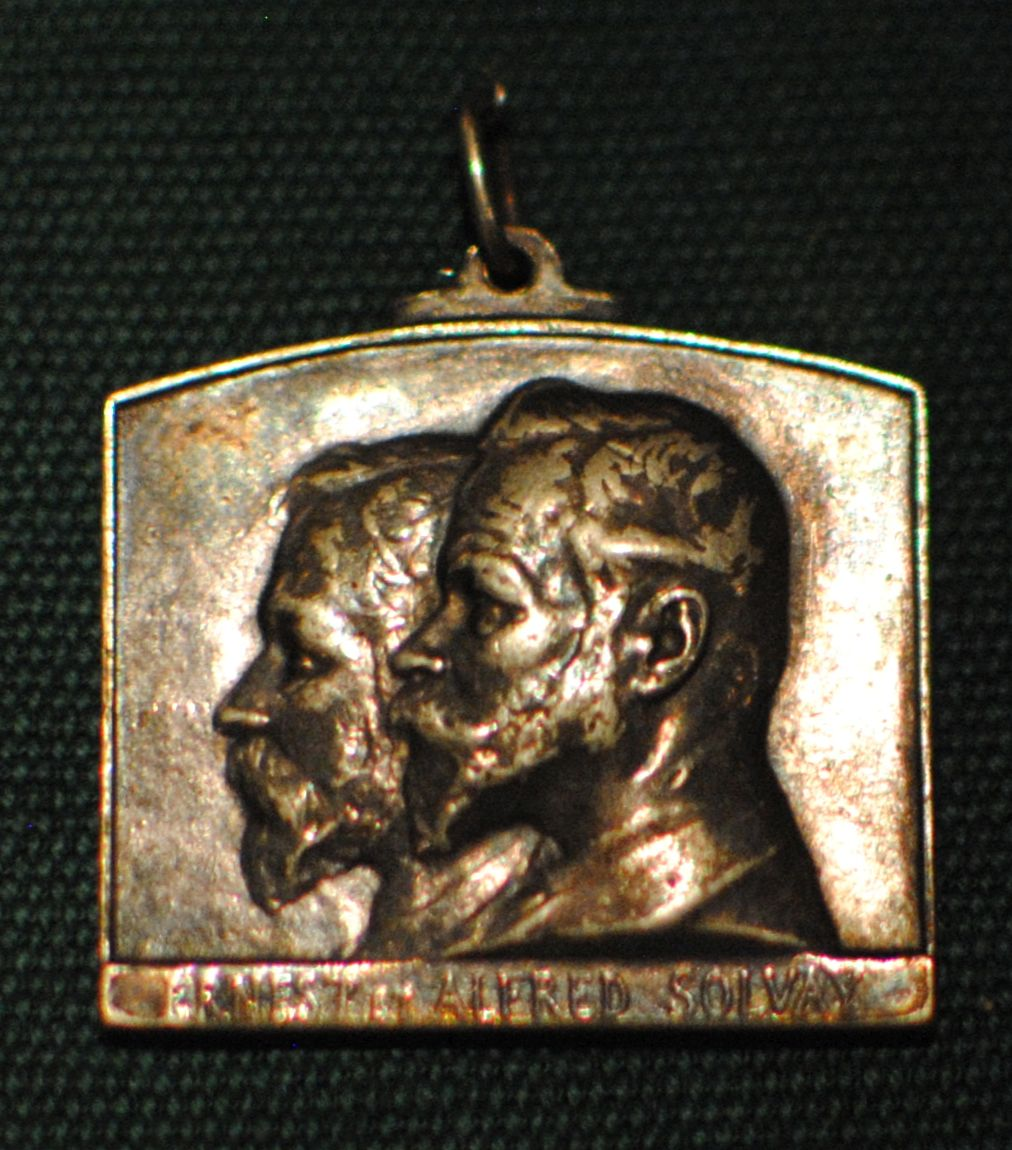
Medal cast in 1913 to commemorate the 50th anniversary of Solvay and Company. Text (in French) reads „Ernest et Alfred Solvay”

Nazwa przedsiębiorstwa pochodzi od jej założyciela, Ernesta Solvaya. Solvay był samoukiem – sam nauczył się fizyki i chemii, a po 20 latach wynalazł nową metodę otrzymywania węglanu sodu, obecnie znaną jako „metoda Solvaya” (produkcja sody amoniakalnej). Pierwsza fabryka sody została uruchomiona w Couillet (Belgia) w 1865 roku. W latach 1870–1880 nastąpiła globalna ekspansja firmy – powstały zakłady sodowe w Belgii, Francji, Anglii, Niemczech, Rosji i Stanach Zjednoczonych. W Polsce sodę amoniakalną produkowano metodą Solvaya w latach 1906–1989, np. w krakowskiej fabryce Solvaya w Borku Fałęckim. Polskie Zakłady „Solvay” z siedzibą w Warszawie powstały w 1908 roku. Metoda Solvaya jest również stosowana w zakładach inowrocławskich Soda Polska Ciech.
W czasie okupacji hitlerowskiej w krakowskim „Solvayu” pracował Karol Wojtyła.